# Ximian
Ximian är ett företag som utvecklar lösningar i öppen källkod, främst för desktop på GNU/Linux- och Unix-system. Ximian (ursprungligen Helix Code) grundades av Miguel de Icaza och Nat Friedman i oktober 1999, och köptes av Novell i augusti 2003. 
Ximian är en av grundarna till Desktop Linux Consortium och utvecklar dessutom open source-projektet Mono, en .NET-plattform för Unix och Unix-derivat.